# Sibylle Brauner
Sibylle Brauner (Raubling, 16 marzo 1975) è un'ex sciatrice alpina tedesca.

## Biografia
La Brauner debuttò in campo internazionale in occasione dei Mondiali juniores di Monte Campione/Colere 1993; l'anno dopo esordì in Coppa del Mondo, il 2 febbraio in Sierra Nevada in discesa libera (58ª), e vinse la medaglia di bronzo nella combinata ai Mondiali juniores di Lake Placid. Ai Mondiali di Sierra Nevada 1996, sua prima presenza iridata, si classificò 11ª nella combinata; nel 1997 ottenne il miglior piazzamento in Coppa del Mondo, il 2 febbraio a Laax in combinata (4ª), prese parte  ai Mondiali di Sestriere, dove si piazzò 15ª nello slalom speciale e 9ª nella combinata, e ottenne ad Astún/Candanchú in slalom speciale gli ultimi podi in Coppa Europa, la vittoria del 17 febbraio e il 2º posto del giorno successivo.
Ai Mondiali di Vail/Beaver Creek 1999 non completò il supergigante e a quelli di Sankt Anton am Arlberg 2001, sua ultima presenza iridata, fu 27ª nella discesa libera e 17ª nel supergigante; l'anno dopo ai XIX Giochi olimpici invernali di Salt Lake City 2002, sua unica presenza olimpica, si classificò 26ª nella discesa libera. Prese per l'ultima volta il via in Coppa del Mondo il 2 marzo 2003 a Innsbruck in supergigante, senza completare la prova, e si ritirò al termine di quella stessa stagione 2002-2003; la sua ultima gara fu il supergigante dei Campionati tedeschi juniores 2003, disputato il 29 marzo a Innerkrems.

## Palmarès

### Mondiali juniores
- 1 medaglia:
  - 1 bronzo (combinata a Lake Placid 1994)

### Coppa del Mondo
- Miglior piazzamento in classifica generale: 35ª nel 1999

### Coppa Europa
- 2 podi (dati dalla stagione 1994-1995):
  - 1 vittoria
  - 1 secondo posto

#### Coppa Europa - vittorie
| Data             | Località        | Paese  | Specialità |
| ---------------- | --------------- | ------ | ---------- |
| 17 febbraio 1997 | Astún/Candanchú | Spagna | SL         |

Legenda:

SL = slalom speciale

### Campionati tedeschi
- 3 medaglie (dati dalla stagione 1994-1995):
  - 3 argenti (slalom speciale nel 1995; slalom speciale nel 1997; discesa libera nel 1999)